# Schneidöl
Schneidöl (auch Schneidflüssigkeit) ist ein nichtwassermischbares Kühlschmiermittel zur Verbesserung zerspanender Prozesse und somit zur Verlängerung der Standzeit des Werkzeugs. Das Öl verringert dabei die Reibung, kühlt Werkzeug sowie Werkstück und verhindert Korrosion. Die Bezeichnung variiert, wobei teilweise je nach Einsatzzweck und Aufgabe von Schneidöl, Räumöl, Bohröl, Wälzöl, Honöl, Tiefziehöl, Rohrzugöl, Automatenöl oder allgemein Kühlöl die Rede ist. Bei den Schneidölen überwiegt im Allgemeinen die Aufgabe der Schmierung, bei den Bohrölen die Aufgabe der Kühlung. Falls ein kontinuierlicher Schneidölstrom vorhanden ist, entfernt es auch die Späne von der Bearbeitungsstelle. Nichtwassermischbare Kühlschmiermittel werden umgangssprachlich auch als Blanköle bezeichnet.
Die Viskosität der Schneidöle liegt üblicherweise im Bereich zwischen 5 und 50 mm²/s bei 40 °C.
- Dünnflüssige, d. h. niedrigviskose, Schneidöle werden bevorzugt zum Honen und Schleifen eingesetzt.
- Mittelflüssige (mittelviskose) Öle finden beim Bohren, Drehen, Fräsen und Reiben Verwendung.
- Dickflüssige (höherviskose) Schneidöle werden bei schwierigeren Zerspanungen verarbeitet.

Aus der geringeren Reibung resultiert eine geringere Schnittkraft und Verschleiß, was sich positiv auf die Oberflächengüte, die Maßhaltigkeit und die Standzeit des Werkzeuges auswirkt.
Eingesetzt werden Schneidöle nur dann, wenn die Schmierwirkung wichtiger als die Kühlwirkung ist. Bei sehr schnellen Bearbeitungsprozessen dagegen, wo die Kühlung im Vordergrund steht, werden bevorzugt wassergemischte Kühlschmiermittel bzw. Kühlschmierstoffe verwendet.
Zu den nichtwassermischbaren Kühlschmiermitteln gehören neben den Schneidölen auch Bearbeitungsöle für Umformungen wie z. B. das Tiefziehen, Walzen, Kaltfließpressen und weitere. Sie werden auch als Mehrzwecköle bezeichnet, wenn sie außer bei zerspanenden Prozessen auch als Maschinenöl oder Hydrauliköl einsetzbar sind.
Traditionell wurde „fettes Rüböl“ mit guten Ergebnissen als universelles Bohr- und Schneidöl eingesetzt. Da dieses (wie die auch eingesetzten Lardöl und Tran) infolge ihrer großen Oxidationsneigung zum Eindicken und Verharzen neigen und damit zu Störungen von Werkzeugmaschinen führen können, mischte bzw. ersetzte man sie überwiegend durch Mineralöle. Für eine Reihe von Anwendungen sind jedoch auch synthetische oder natürliche Öle bzw. Ester geeignet, die technische, ökologische oder gesundheitsrelevante Vorteile bieten. Schneidöle sind meist mit einer Reihe Additiven versetzt, die dem Öl eine hohe Druckstabilität verleihen, ihm ermöglichen, besser an Oberflächen zu haften oder durch chemische Reaktionen leicht scherbare Grenzschichten bilden. Sie bestehen deshalb meist aus folgenden Stoffen allein oder in vielfältiger Kombination: Mineralöle als Grundöl und als Additive Fettsäuren (oder deren Derivate wie Ester, Amide oder Laktide), organische Chlor- oder Phosphorverbindungen sowie elementarer Schwefel oder Schwefelverbindungen. Solcherart zusammen gesetzte Hochdruckadditive (EP) können Temperaturen von über 400 °C standhalten.